# Attmars socken
Attmars socken i Medelpad och Hälsingland  ingår sedan 1974 i Sundsvalls kommun och motsvarar från 2016 Attmars distrikt.
Socknens areal är 392,10 kvadratkilometer, varav 363,30 land. År 2000 fanns här 1 863 invånare. Tätorten Lucksta samt kyrkbyn Attmar med sockenkyrkan Attmars kyrka ligger i socknen. 

## Administrativ historik
Attmars socken har medeltida ursprung. 
Vid kommunreformen 1862 övergick socknens ansvar för de kyrkliga frågorna till Attmars församling och för de borgerliga frågorna bildades Attmars landskommun. Landskommunen inkorporerades 1963 i Matfors landskommun som 1974 uppgick i Sundsvalls kommun. 2016 uppgick församlingen i Tuna-Attmars församling.
1 januari 2016 inrättades distriktet Attmar, med samma omfattning som församlingen hade 1999/2000.  
Socknen har tillhört fögderier, tingslag och domsagor enligt vad som beskrivs i artikeln Medelpad.  De indelta båtsmännen tillhörde Första Norrlands andradels båtsmanskompani.

## Geografi
Attmars socken ligger sydväst om Sundsvall kring sjöarna Marmen och Vikarn. Socknen har starkt kuperad skogsbygd utanför dalgångsbygder vid sjöarna med höjder som i Malungsflugg i söder når 466 meter över havet.
Den största delen av församlingen ligger i Medelpad, men en liten del i söder, norr om sjön Malungen och vid sjön Torringen, ligger i Hälsingland.
Viktiga byar förutom huvudorten Lucksta/Sörfors är Norrhassel, Bölom, Långskog, Skedvik-Harv, Karläng/Attmarby.
Traditionella näringar är skogs- och jordbruk, men numera arbetar de flesta invånarna i Sundsvall eller närbelägna Matfors.
I Sörfors finns puben Smedjan. Smedjan ligger i gamla bruksområdet för Sörfors Bruk där det även finns galleri och bastuanläggning.

### Svedjefinnbyar
Från sekelskiftet 1500-1600 och framåt ägde en inflyttning av svedjefinnar rum i Attmars socken. Ursprungliga finnbyar var Gissjön, Hassel, Långed, Långskog och Torringen.

## Fornlämningar
Man har anträffat omkring 110 fornlämningar. De flesta lämningarna är gravar i form av högar från järnåldern. I närheten av dessa finns även rester av husgrund - cirka 10 "husgrundsterrasser". Rika fynd från järnåldern har gjorts. Det finns två runstenar.

## Namnet
Namnet (1425 Otman, 1480 Admanne) går tillbaks på ett prepositionsuttryck at Marma, 'vid Marmen' syftande på kyrkans läge vid sjön.

## Befolkningsutveckling
| Befolkningsutvecklingen i Attmars socken 1750–1990                                                       | Befolkningsutvecklingen i Attmars socken 1750–1990 | Befolkningsutvecklingen i Attmars socken 1750–1990 | Befolkningsutvecklingen i Attmars socken 1750–1990 | Befolkningsutvecklingen i Attmars socken 1750–1990 |
| --- | -------------------------------------------------- | -------------------------------------------------- | -------------------------------------------------- | -------------------------------------------------- |
| |                                                    |                                                    |                                                    |                                                    |
| År |                                                    |                                                    | Folkmängd                                          |                                                    |
| 1750 | 1750                                               |                                                    | 711                                                |                                                    |
| 1760 | 1760                                               |                                                    | 736                                                |                                                    |
| 1769 | 1769                                               |                                                    | 864                                                |                                                    |
| 1810 | 1810                                               |                                                    | 1 337                                              |                                                    |
| 1820 | 1820                                               |                                                    | 1 460                                              |                                                    |
| 1830 | 1830                                               |                                                    | 1 693                                              |                                                    |
| 1840 | 1840                                               |                                                    | 1 802                                              |                                                    |
| 1850 | 1850                                               |                                                    | 2 062                                              |                                                    |
| 1860 | 1860                                               |                                                    | 2 196                                              |                                                    |
| 1870 | 1870                                               |                                                    | 2 577                                              |                                                    |
| 1880 | 1880                                               |                                                    | 3 093                                              |                                                    |
| 1890 | 1890                                               |                                                    | 3 270                                              |                                                    |
| 1900 | 1900                                               |                                                    | 3 083                                              |                                                    |
| 1910 | 1910                                               |                                                    | 3 091                                              |                                                    |
| 1920 | 1920                                               |                                                    | 3 313                                              |                                                    |
| 1930 | 1930                                               |                                                    | 3 163                                              |                                                    |
| 1940 | 1940                                               |                                                    | 3 000                                              |                                                    |
| 1950 | 1950                                               |                                                    | 2 741                                              |                                                    |
| 1960 | 1960                                               |                                                    | 2 343                                              |                                                    |
| 1970 | 1970                                               |                                                    | 1 763                                              |                                                    |
| 1980 | 1980                                               |                                                    | 1 705                                              |                                                    |
| 1990 | 1990                                               |                                                    | 1 833                                              |                                                    |
| Anm: Källor: Umeå universitet - Tabellverket 1749-1859, Demografiska databasen, CEDAR, Umeå universitet. |                                                    |                                                    |                                                    |                                                    |